# أرمورد كور 5
أرمورد كور 5، لعبة فيديو تصويب منظور الشخص الثالث، من تطوير فروم سوفتوير ونشر بانداي نامكو إنترتينمنت، صدرت عام 2012 على أجهزة بلاي ستيشن 3 وإكس بوكس 360.

## روابط خارجية
- الموقع الرسمي
- Armored Core V